# Regularização de Pauli-Villars
Em física teórica, regularização de Pauli-Villars (P-V) é um procedimento que isola termos divergentes das partes finitas nos cálculos de loop em teoria de campo, com o fim de renormalizar a teoria. Wolfgang Pauli e Felix Villars publicaram o método em 1949, com base no trabalho anterior de Richard Feynman, Ernst Stueckelberg e Dominique Rivier.